# Gare du Quesnoy
Gare du Quesnoy vasútállomás Franciaországban, Le Quesnoy településen.

## Vasútvonalak
Az állomást az alábbi vasútvonalak érintik:
- Fives-Hirson-vasútvonal

## Kapcsolódó állomások
A vasútállomáshoz az alábbi állomások vannak a legközelebb:
- Gare de Berlaimont
- Gare du Poirier-Université
- Gare d’Aulnoye-Aymeries